# Greg Kite
Gregory „Greg” Fuller Kite (ur. 5 sierpnia 1961 w Houston) – amerykański koszykarz, środkowy, dwukrotny mistrz NBA.
W 1979 wystąpił w meczu gwiazd amerykańskich szkół średnich - McDonald’s All-American.

## Osiągnięcia
CBA
- Finalista CBA (1996)

NBA
- 2-krotny mistrz NBA (1984, 1986)[1]
- 2-krotny wicemistrz NBA (1985, 1987)[1]